# Любовь против гомосексуализма
Общественное движение «Любовь против гомосексуализма» (укр. Громадський рух «Любов проти гомосексуалізму», ЛПГ) — украинская протестантская гомофобная организация, основанная в 2003 году. Руководителем организации является журналист и общественный деятель Руслан Кухарчук.

## История
Организация «Любовь против гомосексуализма» была основана в 2003 году, когда она провела уличную акцию в центре Киева с целью «рассказать правду про гомосексуализм». С 2008 года ЛПГ называет свои ежегодные уличные акции «семейными карнавалами», а с 2010 года проводит их также в других городах Украины. На этих уличных акциях организация привлекает внимание деятелей культуры и государственных служащих.
С 2009 года ЛПГ занимается сбором подписей в поддержку законодательного введения уголовной ответственности за так называемую «пропаганду гомосексуализма». В 2012 году представители организации предоставили Верховной раде 72 тысячи подписей в поддержку законопроекта о «безопасной информационной среде для детей», предложенного «Родительским комитетом Украины» и схожего с российским законом о запрете «пропаганды гомосексуализма».
В 2013 году ЛПГ частично выиграла судебный процесс против Кабинета министров Украины по законопроекту 2342 «О противодействии дискриминации», имплементирующему в украинском правовом поле термин «сексуальная ориентация». ЛПГ доказала в суде, что необходимо проведение общественных слушаний по этому вопросу.

## Взгляды
ЛПГ утверждает, что права ЛГБТ якобы «уничтожают семью и мораль» и «ведут к вырождению нации». Также ЛПГ сообщает, что занимается «публичным и категоричным противостоянием попыткам установить „гомодиктатуру“», «защитой института семьи» и «продвижением традиционных семейных ценностей». Руководители ЛПГ называют своей целью изменение отношения общества к продвижению «гомосексуальных ценностей», утверждая, что осуждают «пропаганду гомосексуализма», а не сам факт однополых отношений.
Блогер Анатолий Шарий, который был членом оргкомитета движения, заявил: «Опасность в том, что иногда скинхеды хотят присоединиться к движению, [наше] движение не имеет к этому никакого отношения... Они [гомосексуалы] должны сидеть и радоваться тому, что их не убивают.  ...С их стороны должно быть уважение; с моей стороны, уважать их не за что, [они] больные люди». По словам Шария, конечная цель организации «Любовь против гомосексуализма» заключается в следующем: «...гомосексуалисты остаются в своих квартирах и не выходят на улицу, в средства массовой информации и не будут пропагандировать свой образ жизни», а «мы [не станем] требовать уголовной ответственности за пропаганду гомосексуализма».

## Деятельность
ЛПГ проводит уличные акции, его члены принимают участие в телепрограммах и проводят консультации, а также предлагают властям проекты политических решений в области «защиты семьи».
По мнению немецких конфликтологов Торстена Бонакера (нем. Thorsten Bonacker) и Керстин Циммер (нем. Kerstin Zimmer), организация стала одной из основ украинского анти-ЛГБТ-движения. Авторы перечисляют «Любовь против гомосексуализма» среди организаций, имеющих связи с Россией или американскими консерваторами, а также с протестантскими фундаменталистами.
В отчёте Агентства США по международному развитию за 2015 год ЛПГ называется ведущей украинской гомофобной организацией. Отчёт украинского правозащитного центра «Наш світ» (с укр. — «Наш мир») называет ЛПГ «ультрагомофобной группой».
ЛПГ консолидирует вокруг себя другие гомофобные организации, такие как «Все вместе!» и «Родительский комитет Украины». Так, руководитель ЛПГ Кухарчук возглавил созданную в 2010 году организацию «Все вместе!», декларирующую пять направлений деятельности, но занятую в основном борьбе с «пропагандой гомосексуализма». Активным участником акций ЛПГ является Игорь Друзь, глава «Родительского комитета Украины», активно выступавшего против проведения в 2012 году гей-парада в Киеве.